# Käferbohnensalat

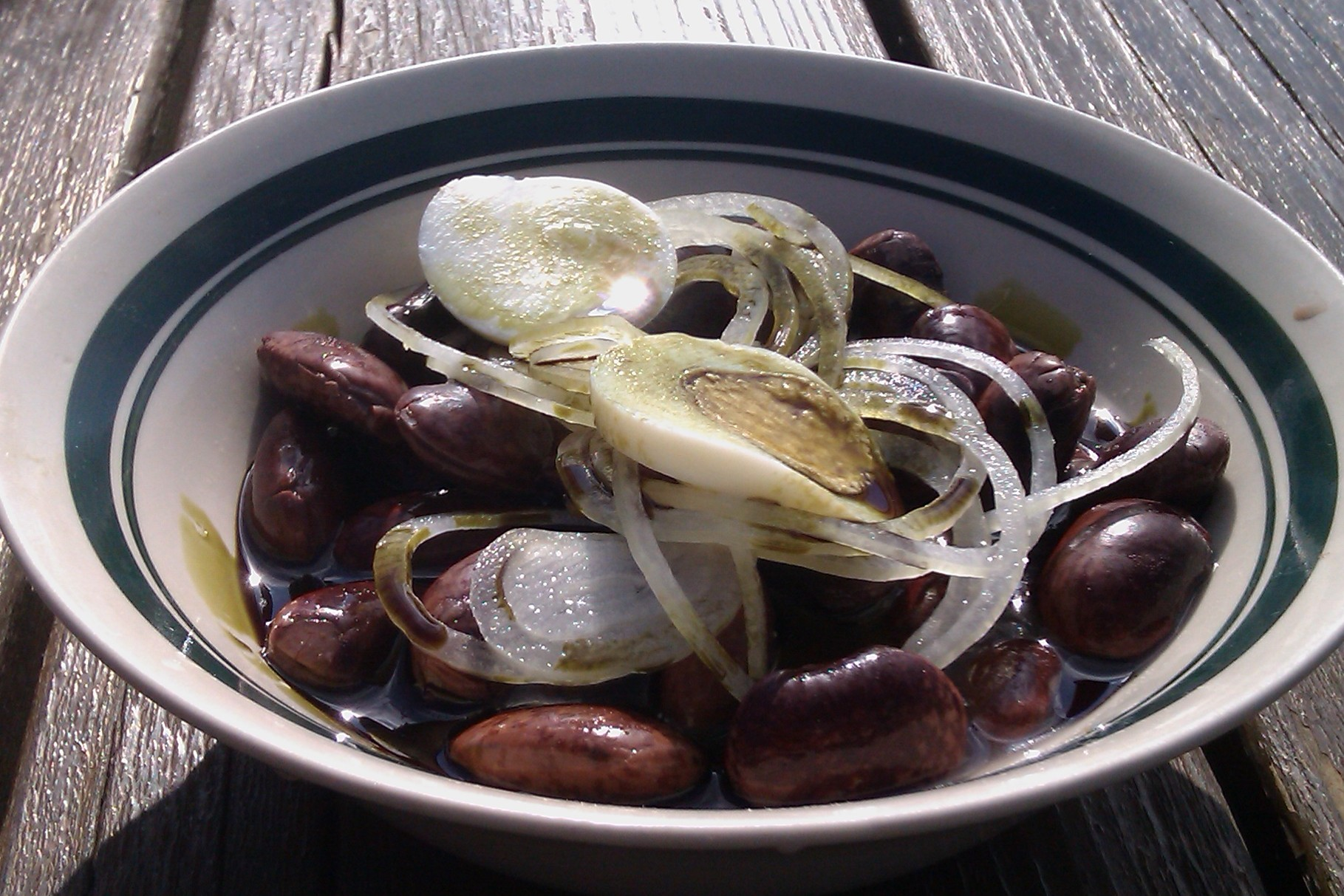
Käferbohnensalat

Käferbohnensalat ist ein Salat aus Käferbohnen (auch Feuerbohne) der steirischen Küche/Steiermark, ist aber auch in der gesamten österreichischen Küche verbreitet.

## Zubereitung

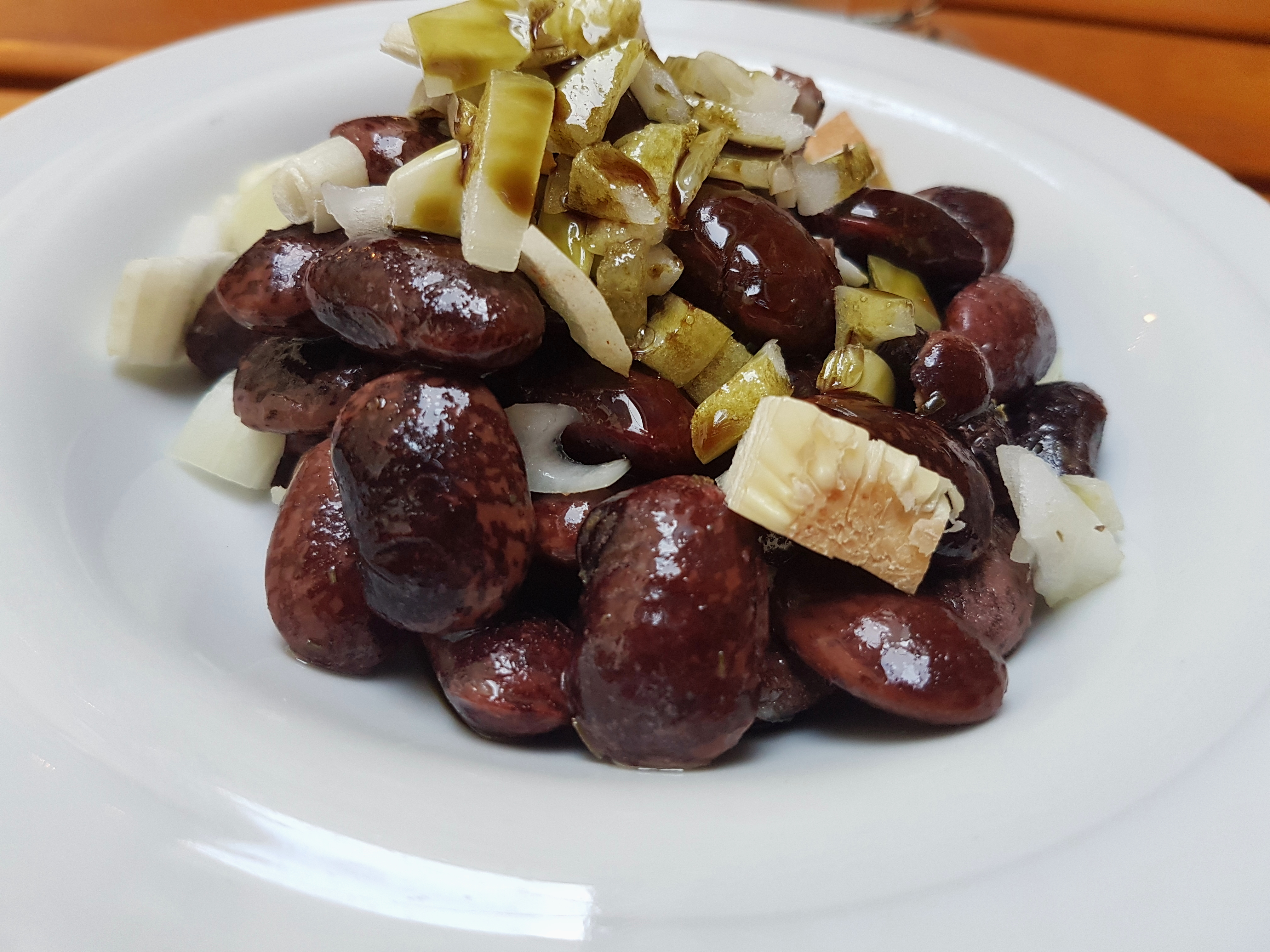
Käferbohnensalat, Altsteirische Schmankerlstube in Graz

Zur Vorbereitung werden getrockneten Bohnen über Nacht in Wasser eingeweicht. Anschließend werden die Bohnen in diesem Wasser gekocht mit Bohnenkraut und etwas Zucker. Nach der Hälfte der Kochzeit werden die Käferbohnen mit Salz gewürzt. Für die Salat-Zubereitung mischt man sie mit gehackten, hauchdünnen Zwiebeln und würzt mit Apfelessig, Salz und Pfeffer. Typisch ist die Verwendung von Steirischem Kürbiskernöl. Alternativ verwendet man hauchdünne Zwiebelringe und Kren als Zutat oder Garnierung. Ebenso gibt es Varianten, bei denen das Einweichwasser nicht verwendet wird, oder frische Bohnen zum Einsatz kommen.

## Geschichte
Vermutet werden zwei mögliche Wege, wie die Käferbohne in die Steiermark kam. Bereits im 16. Jahrhundert kamen Bohnen von Zentralamerika nach Europa. Zuerst nach England und Spanien, von wo aus sie sich innerhalb von 100 Jahren über ganz Europa verbreitete. Andererseits könnte die Bohne aber auch über die Krim nach Osteuropa gelangt sein, daher vielleicht auch die alternative Bezeichnung „Türkische Bohne“. Sicher ist, dass Käferbohnen durchgehend seit dem 19. Jahrhundert in der Steiermark angebaut werden. Seit 2016 ist die Steirische Käferbohne von der EU als Geschützte Ursprungsbezeichnung anerkannt.